# Відкрита відеогра
Відкрита відеогра — відеогра з відкритим програмним забезпеченням, яка використовує лише вільний вміст — графіку, музику тощо, випущені під вільними ліцензіями.
В деяких іграх присутній відкритий джерельний код рушія, але власницькі дані. Такі ігри не є вільними, проте їх іноді відносять до відкритого ПЗ. Вільні гри часто є багатоплатформовими і їх часто включають у вільні дистрибутиви операційних систем.

## Розробка
Переважна більшість відкритих ігор створюється на некомерційній основі як хобі невеликими групами людей в особистий вільний час, наприклад гра Flare, яка розробляється лише одним програмістом. Через це багато ігор розвиваються повільно, протягом багатьох років, так що закінчених високоякісних відкритих ігор небагато. Іноді програмісти беруться за гру в обмін на обіцянку користувачів заплатити разом певну суму.
Деякі ігри засновані на випущених під вільною ліцензією іграх, які спочатку розроблялися як пропрієтарні, наприклад Warzone 2100 або Sopwith. Існують вільні 3D-шутери (наприклад, Nexuiz та Tremulous), засновані на вільних ігрових рушіях від id Software.
Деякі відкриті ігри є клонами комерційних власницьких: наприклад Freeciv (Civilization) та Frozen Bubble (Puzzle Bobble). Інші концептуально засновані на власницьких комерційних іграх, будучи свого роду розвитком їх ідей. Це можна сказати про гру 0 A.D., яка являє собою переробку комерційної Age of Empires II: Age of Kings.